# FEAL
FEAL（the Fast Data Encipherment Algorithm）とは、1987年に、NTTにいた清水明宏と宮口庄司が提案した64bitブロック暗号である。DES（Data Encryption Standard）の代替品となることを目的として開発された。

## 概要
FEALは、DESと同じくFeistel構造を採用したブロック長64ビットのブロック暗号である。
1987年当初は、FEAL-4 としてラウンド数4、鍵長64ビットで、その後、1988年にFEAL-8（ラウンド数 8）を経て、1990年にFEAL-N（Nは可変、32以上が望ましい)と鍵長を128ビットに拡張した FEAL-NX に改定された。
ソフトウェアで効率的に実装できるようにビット単位の転置やテーブル参照によるSボックスは採用せずに、あみだ構造のラウンド関数と、8ビット単位の算術演算やシフト演算等、CPUで容易に実装可能な演算のみを使用している点に特徴がある。その結果、FEAL-8は8ビットCPUでのソフトウェア実装時の処理速度がDESよりも高い。
あみだ構造のラウンド関数は、設計者たちの評価によれば、DESのラウンド関数よりもデータ攪拌効果が高く、安全であると主張されていた。しかし、このアルゴリズムは発表直後から様々な暗号解読を試みられ、暗号学者たちが差分解読法や線形解読法を発見するきっかけとなった。
1994年に、ISO/IEC9979にもとづく暗号アルゴリズム登録制度に登録されている（登録番号10）。

## 構造
FEAL のブロック長は64ビットで、Feistel構造を採用し、FEAL-4はラウンド段数４、FEAL-8はラウンド段数８、そしてFEAL-N/NXはラウンド段数は可変である(Nは32以上)。
鍵長は、FEAL-Nは64ビット、FEAL-NXは128ビットである。FEAL-NXで鍵128ビットうち、右64ビットをすべて0とした場合、FEAL-Nと等価になる。
最初と最後に拡大鍵との排他的論理和（XOR、whitening と呼ばれる処理）と、左32ビットと右32ビットをXORし、右32ビットを更新する処理が設けられている。

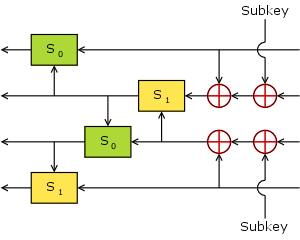
FEALのラウンド関数

FEALのラウンド関数は、拡大鍵16ビットを用いて、32ビットの入力をスクランブルして32ビットを出力する。ラウンド関数の内部を右図に示す。入力32ビットを8ビット単位にわけ、8ビット単位で隣の8ビットを用いてXORやS関数による変換を順番に行う構造になっている。この構造を開発者は「阿弥陀籤」からヒントを得たと述べており、"あみだ構造" と呼ばれることもある。
S関数は、8ビットCPUで容易に実装可能なように、法256での加算とビットシフトからなり、DESのようにテーブル参照をしなくてすむ分、コードサイズを小さく出来る。
鍵スケジューラでは、メインのデータスクランブルで使用されるラウンド関数を少し変形した関数を用いて、またFeistel構造とは異なる構造で、鍵64ビットを更新し、中間データを拡大鍵として出力する。

## 性能
FEAL-32Xは、Z80(5MHz)で6169ステート(51.8kbps）で実行できる。
Pentium III(650MHz)では、117.8Mbps。

## 安全性
FEAL-4は、線形解読法により、5つの既知平文で解読可能 (Matsui and Yamagishi, 1992)。
FEAL-NXは、差分解読法により、31ラウンドまで解読可能 (Biham and Shamir, 1991)。線形解読法では、25ラウンドまで解読可能。これはFEAL-32Xは{\displaystyle 2^{99}}の計算量で解読可能であることを意味する。また、CRYPTRECの報告書では、FEAL-32X は学術的に解読可能であり、長期の使用を考えた場合、推薦できない。とされている．